# Carlos Asensio Alonso
Carlos Asensio Alonso (Palma de Mallorca, 27 de octubre de 1986) es un escritor, sociólogo y editor español. Ha publicado los libros de poesía Astroblema (La Isla de Siltolá, 2022), Arder o quemar (Maclein y Parker, 2019) y Dejar de ser (Chiado, 2017).

## Biografía
Nacido en Palma de Mallorca, reside en la ciudad de Madrid.
En 2017 publicó su primer poemario, Dejar de ser, en la editorial Chiado, prologado por Niño de Elche.
En 2018 uno de sus versos fue seleccionado para la campaña «Versos al paso» del Ayuntamiento de Madrid. Como editor, ese mismo año fundó la editorial de poesía ilustrada Circo de Extravíos junto a la editora Cecilia González Godino.
Entre 2018 y 2019, Carlos ejerció como columnista habitual en Diario16, realizando entrevistas sobre feminismo a personalidades de la cultura como Espido Freire, Ian Gibson, Marta Sanz, Natalia de Molina, Asier Etxeandia, Alberto Conejero, Luna Miguel o Soleá Morente.
En 2019 vio la luz su segundo poemario, Arder o quemar (Maclein y Parker), prologado por la poeta Ángelo Néstore.
Ese mismo año, salió publicado el primer libro de Circo de Extravíos, Amores líquidos, una antología con poemas de Ana Gorría, Rafael Saravia, Ana Pérez Cañamares, Ben Clark o Hasier Larretxea. Además, el proyecto Circo de Extravíos fue reconocido con el premio 'Young Talents' de la Feria del Libro de Frankfurt de 2019.
En 2021, Carlos formó parte de las dos principales antologías de poesía publicadas ese año en España, La casa del poeta (Trampa Ediciones, 2021) y Cuando dejó de llover (Sloper, 2021).
A finales de 2022, lanzó su tercer poemario, Astroblema, de la mano de la prestigiosa editorial sevillana La Isla de Siltolá.
En la actualidad sigue escribiendo, a la vez que colabora con el diario digital El Asombrario de Público, donde publica artículos sobre literatura y cultura LGTB+

## Recepción crítica
La poesía de Carlos ha sido recogida en multitud de revistas literarias como Mercurio, OcultaLit, Zéjel, Digo.palabra.txt, Casapaís, Poémame, Maremágnum o Salmacis. Además, el autor y su obra han aparecido en decenas de medios como Zenda, El País, La Razón, La Marea, Qué Leer, Diario16, 20 Minutos Radio3, Diario de Sevilla, Ideal de Granada, Radio5, La Nueva Crónica, Diagnóstico Cultura, o Radio Ágora Sol. Carlos ha sido invitado a recitales y ferias literarias en ciudades como Madrid, Sevilla, Palma de Mallorca, Barcelona, Almería o León.
El autor y sus libros de poesía han merecido la atención de la crítica especializada:
Sobre Arder o quemar (2019): La poeta Yolanda Castaño, en la faja del libro, destaca su «derroche de imaginería» y su escritura «envolvente, arrolladora» de la que «solo se puede volver con todos los sentidos excitados». El poeta Juan José Ruiz Bellido relaciona la poética de Carlos con la de Luis Cernuda y Vicente Huidobro, «entre la imagen rápida y centelleante y la introspección y el monólogo interior que trata de explicarse sus propios sentimientos». Por su parte, la poeta Asunción Escribano, en una reseña de la obra, subraya la coherencia del libro, su «poesía fresca y distinta» y las «imponentes imágenes». El periodista y poeta Braulio Ortiz-Poole destaca «su voz honesta, a ratos inclemente con el camino transitado». Finalmente, la poeta Isabel Rezmo señala que en la poética de Carlos se da «un diálogo puramente trascendental y existencial» y una fascinante «mística sanjuanista», y destaca la furia contenida y el desasosiego de sus versos.
Sobre Astroblema (2022): El escritor y crítico literario Vicente Luis Mora señala que se trata de «un libro con un pie en el pasado de la tradición y otro en el relato anticipatorio». Por su parte, el poeta Pedro Alberto Cruz define Astroblema como un «diálogo íntimo, intertextual» y destaca sus versos «precisos, finos, quirúrgicos, alejados del estruendo y las consecuencias gruesas de la devastación». La poeta y periodista literaria Tes Nehuén, por su parte, habla de «un diálogo exquisito con la poesía de Vicente Huidobro» y de una poesía en la que «te asalta la belleza». El escritor José Ovejero habla de «un lenguaje casi simbólico, con una aproximación metafísica (cercana al Vicente Huidobro de Altazor)» y el escritor y profesor universitario Gerardo Rodríguez Salas comenta que «los versos de Carlos Asensio, al igual que sus silencios impactan como meteoritos dejándonos una enorme cicatriz invisible».

## Obra
Poesía
- Astroblema (Sevilla, Astroblema, 2022). 72 págs. ISBN 978-84-19298-06-5
- Arder o quemar (Sevilla, Maclein y Parker, 2019). 56 págs. ISBN 978-84-120198-0-3
- Dejar de ser (Lisboa, Chiado Editor»ial, 2017). 64 págs. ISBN 978-989-52-1123-4

Antologías
- La casa del poeta. Versos para quedarse a vivir (Barcelona, Trampa Ediciones, 2021). 216 págs, ISBN 978-84-18469-07-7
- Cuando dejó de llover. 50 poéticas recién cortadas (Palma de Mallorca, Sloper, 2021). 160 págs, ISBN 978-84-17200-45-9
- Y lo demás es silencio, vol. II (Lisboa, Chiado Editorial, 2016). 242 págs, ISBN 978-989-51-9291-5

## Premios y reconocimientos
- Premio Young Talents de la Feria del Libro de Frankfurt por la editorial Circo de Extravíos, 2019.